# Micaria ciri
Espèce
Micaria ciri est une espèce d'araignées aranéomorphes de la famille des Gnaphosidae.

## Distribution
Cette espèce est endémique du Tibet en Chine,. Elle se rencontre dans le xian de Ngamring.

## Description
Le mâle holotype mesure 2,80 mm et la femelle paratype 4,51 mm.

## Systématique et taxinomie
Cette espèce a été décrite par Liu et Zhang en 2025.

## Étymologie
Son nom d'espèce lui a été donné en référence à Cirilla Fiona Elen Riannon dite Ciri.

## Publication originale
- Liu & Zhang, 2025 : « Revision of the genus Micaria Westring, 1851 from China (Araneae: Gnaphosidae). » Zootaxa, no 5645(1), p. 1-114.